# サンダーV
サンダーVは、1997年にメーシーが開発・販売したパチスロ機であり、ユニバーサル系らしく、大量リーチ目に技術介入と当時としてはスタンダードなスペックで登場したが、それだけでは終わらなかった。

## 特徴
小役回収打法・リプレイはずし共に難易度は高いが、豊富なリーチ目（総数2,532）、設定判別、その他の技術介入といった面で上級者にとって「喰える機種」であった。しかしながら必ずしも上級者向けの機種ではなく、ボーナス確率の面から見ても初心者でも十分に楽しめるスペックであった。
後に、ハナビなどのメガヒット機種を生むきっかけとなり現在のパチスロ機では当たり前のような機能を搭載した先駆者とも言える。筐体デザインやサウンド等のクオリティの高さも特筆すべき点であり、後にメーシーが販売した機種の中には条件を満たすことでサンダーVのサウンドが流れるものもあった。

### サンダーVが業界に与えた影響
当時サンダーVが業界として初めて採用した登場予告や絵柄等はその後他機種や他メーカーでも追随し採用され広まったことでパチスロのゲーム性が一気に深まった。当時初めて採用したものは以下の通り。
- 3連絵柄

登場した当時はボーナス絵柄のみであったがその後CT機や大量獲得機、AT機などの登場で3連絵柄はボーナス絵柄だけにとどまらず小役や払い出しのないブランク絵柄にまで採用されるようになった。また山佐が発売したカンフーレディーの「チーパオ絵柄」ように3つリールで一つの絵柄を形成するものまで登場した。
- リールのフラッシュ（閃光、消灯）演出

厳密にいえばリールフラッシュ等の演出を初めて採用したのはサンダーVではない。それまではボーナスの告知システムやボーナスが揃った時の演出としてリールがフラッシュする事はあった。しかし通常時の演出としてリールのフラッシュを採用したのはサンダーVが最初である。その後、リールのフラッシュはほとんどのメーカーで採用されリールフラッシュを使っての前兆システムの採用などゲーム性が飛躍的にアップした。またフラッシュで文字が描けるようにまで発展した。（例としてバーサスのユニバフラッシュ、山佐やアリストクラートのように社名を描く、交響詩篇エウレカセブンなどのように機種名を描く）
- レバーON時の予告音

今では普通に使われているレバーON時の予告音であるが最初に導入したのはサンダーVである。サンダーVは一種類のみであったがその後複数の予告音の搭載や音声の搭載、ドット画面や液晶画面とを絡めた演出に発展する事でゲーム性が飛躍的にアップした「ゼロ確」（レバーON時に確定）というパチスロ用語までできた。また後継機サンダーV2ではカスタマイズ機能を使いユーザーが自身で予告音を振り分けることができた。

## 後継機種
サンダーVは人気の高さから後継機種がいくつか作られ販売された。
- サンダーV2（2002年）AT機
- サンダーVスペシャル（2006年）5号機
- ダイナミックサンダーV（2011年）5号機
- サンダーVリボルト（2015年）5号機
- SサンダーVライトニング（2020年予定）6号機

## ボーナス確率・機械割
| 設定 | BIG   | REG   | 機械割  |
| ---- | ----- | ----- | ------- |
| 1    | 1/293 | 1/431 | 95.36%  |
| 2    | 1/273 | 1/431 | 98.20%  |
| 3    | 1/260 | 1/400 | 100.98% |
| 4    | 1/248 | 1/372 | 103.76% |
| 5    | 1/245 | 1/303 | 106.58% |
| 6    | 1/241 | 1/256 | 109.38% |

※メーカー発表の数値